# Оскар (1-ша церемонія вручення)
Перша церемонія вручення «Оскара» — перша церемонія вручення премії Американської Академії кінематографічних мистецтв і наук.
Перша в історії церемонія вручення премії «Оскар» відбулася 16 травня 1929 року в голлівудському «Roosevelt Hotel» (Лос-Анджелес, штат Каліфорнія). Номінанти прибули в готель на розкішних автомобілях. Церемонія тривала 15 хвилин, на приватному вечері, де були присутні 270 осіб, що сиділи за 36 бенкетними столами. Квиток коштував 5 доларів, що еквівалентно $74.00 станом на 2019. 
Вів церемонію Дуглас Фербенкс. Нагороди були створені Луїсом Б. Майером засновником Louis B. Mayer Pictures Corporation, яка потім приєдналася до Metro-Goldwyn-Mayer.
На той час премія ще не мала назви «Оскар». Усі номінанти отримали так звані «Похвальні відгуки» (англ. Honorable Mention).
Переможці були відомі за три місяці до церемонії вручення — результати передавалися в пресу, яка публікувала їх одночасно з врученням нагород. Це тривало до 1940 року, коли газета «Los Angeles Times» оприлюднила результати більш ніж за дві години до церемонії і вже з наступного року почали використовувати запечатані конверти.
На здобуття нагороди були висунуті кінокартини, що вийшли на екрани в 1927-1928 роках. Дві номінації можна віднести до «Фільм року» (видатний фільм і унікальне художнє виконання), тому в різних джерелах можуть зазначатися різні (або навіть два фільми року). Актори номінувалися не за конкретний фільм, а за всі картини в яких вони знялися за рік. В ході церемонії вручалася нагорода за найкращі титри до німої кінострічки (одиничний випадок за всю історію вручення нагород). Деякі кандидатури були номіновані без посилання на конкретний фільм (Ральф Гаммерас, Наджент Слотер, Джордж Меріон молодший та Джозеф Фарнем). Три нагороди не вручалися під час наступної презентації: найкращі візуальні ефекти, найкращі титри і унікальне художнє виконання.

## Переможці та номінанти

### Основні нагороди
Переможці виділені окремим кольором.
| Категорії                              | Лауреати і номінанти |
| -------------------------------------- | --- |
| Видатний фільм                         | «Крила» / Wings — Люсьєн Габбард (Paramount) |
| Видатний фільм                         | «Рекет» / The Racket — Говард Г'юз (The Caddo Company) |
| Видатний фільм                         | «Сьоме небо» / Seventh Heaven — Вільям Фокс (Fox) |
| Найкращий режисер комедійного фільму   | Льюїс Майлстоун' — «Два арабські лицарі» / Two Arabian Knights — The Caddo Company'                                                                               |
| Найкращий режисер комедійного фільму   | Чарлі Чаплін — «Цирк» / The Circus — United Artists |
| Найкращий режисер комедійного фільму   | Тед Вільде — «Гонщик» / Speedy — The Harold Lloyd Corporation |
| Найкращий режисер драматичного фільму  | Френк Борзейгі' — «Сьоме небо» / Seventh Heaven — Fox |
| Найкращий режисер драматичного фільму  | Герберт Бренон — «Сорелл і син» / Sorrell and Son — Joseph M. Schenck Productions                                                                                 |
| Найкращий режисер драматичного фільму  | Кінг Відор — «Натовп» / The Crowd — Metro-Goldwyn-Mayer |
| Унікальне художнє виконання            | «Схід: Пісня двох людей» / Sunrise: A Song of Two Humans — Fox |
| Унікальне художнє виконання            | «Натовп» / The Crowd — Metro-Goldwyn-Mayer |
| Унікальне художнє виконання            | «Чанг: Драма в глушині» / Chang: A Drama of the Wilderness — Paramount                                                                                            |
| Найкраща чоловіча роль                 | 'Еміль Яннінгс' — за ролі у фільмах «Останній наказ» / The Last Command і «Шлях усякої плоті» / The Way of all Flesh                                              |
| Найкраща чоловіча роль                 | Річард Бартелмесс — за ролі у фільмах «Пастка» / The Noose і «Лакований хлопець» / The Patent Leather Kid                                                         |
| Найкраща чоловіча роль                 | Чарлі Чаплін — за роль у фільмі «Цирк» / The Circus |
| Найкраща жіноча роль                   | Джанет Гейнор — за ролі у фільмах «Сьоме небо» / Seventh Heaven, «Вуличний ангел» / Street Angel і «Схід: Пісня двох людей» / Sunrise: A Song of Two Humans       |
| Найкраща жіноча роль                   | Луїза Дрессер — за роль у фільмі «Корабель припливає» / A Ship Comes In                                                                                           |
| Найкраща жіноча роль                   | Глорія Свенсон — за роль у фільмі «Седі Томпсон» / Sadie Thompson                                                                                                 |
| Найкращий сценарій-адаптація           | Бенджамін Глейзер — «Сьоме небо» / Seventh Heaven |
| Найкращий сценарій-адаптація           | Альфред Кон — «Співак джазу» / The Jazz Singer |
| Найкращий сценарій-адаптація           | Ентоні Колдуей — «Славна Бетсі» / Glorious Betsy |
| Найкраще літературне першоджерело      | Бен Гект — «Підземний світ» / Underworld |
| Найкраще літературне першоджерело      | Лайош Біро — «Останній наказ» / The Last Command |
| Найкращі титри в німій кінострічці     | Джозеф Фарнем (нагорода не пов'язана з конкретним фільмом) |
| Найкращі титри в німій кінострічці     | Джеральд Даффі — «Приватне життя Єлени Троянської» / The Private Life of Helen of Troy                                                                            |
| Найкращі титри в німій кінострічці     | Джордж Меріон молодший (номінація не пов'язана з конкретним фільмом)                                                                                              |
| Найкраща операторська робота           | Чарльз Рошер і Карл Страсс — «Схід: Пісня двох людей» / Sunrise: A Song of Two Humans                                                                             |
| Найкраща операторська робота           | Джордж Барнс — «Диявольська танцівниця» / The Devil Dancer; «Чарівне полум'я» / The Magic Flame; і «Седі Томпсон» / Sadie Thompson                                |
| Найкраща робота художника-постановника | 'Вільям Кемерон Мензіес' — «Голуб» / The Dove ; «Буря» / Tempest                                                                                                  |
| Найкраща робота художника-постановника | Рохус Глізе — «Схід: Пісня двох людей» / Sunrise: A Song of Two Humans                                                                                            |
| Найкраща робота художника-постановника | Гаррі Олівер — «Сьоме небо» / Seventh Heaven |
| Найкращі візуальні ефекти              | 'Рой Померой' — за фільм «Крила» / Wings |
| Найкращі візуальні ефекти              | Ральф Гаммерас — номінація не пов'язана з конкретним фільмом |
| Найкращі візуальні ефекти              | Наджент Слотер — номінація не пов'язана з конкретним фільмом, хоча за спогадами академіків він згадувався найчастіше через фільм «Співак джазу» / The Jazz Singer |

### Спеціальна нагорода

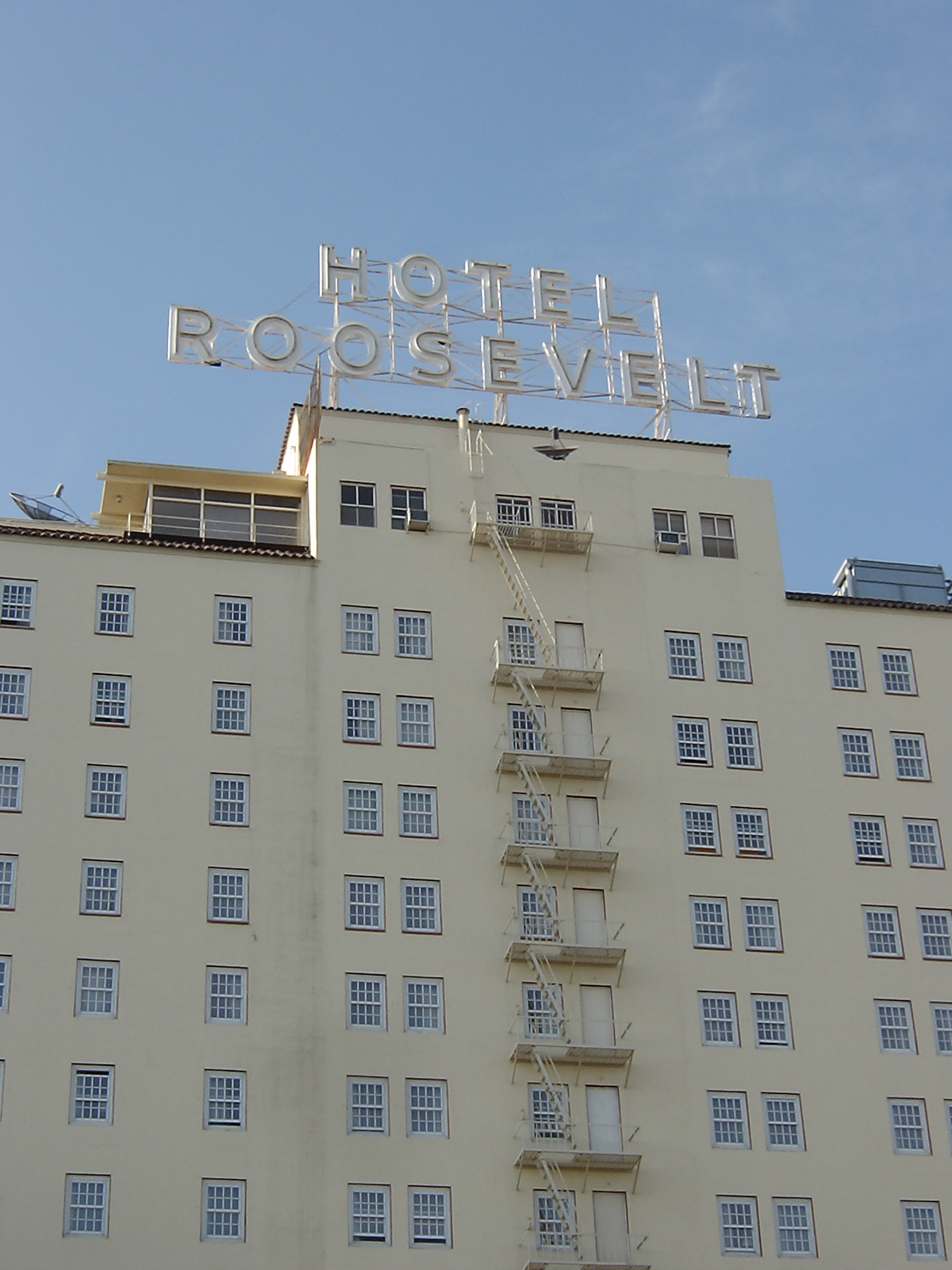
«Hotel Roosevelt», у якому відбулася 1-ша церемонія вручення Оскарів, 16 травня 1929.

- Чарлі Чаплін — «За універсальність і геніальність в акторській грі, написанні, режисируванні і продюсуванні фільму „Цирк“ (англ. For versatility and genius in acting, writing, directing and producing „The Circus“)».
- Студія Warner Brothers — «За створення фільму „Співак джазу“, першої звукової картини, яка зробила революцію в галузі (англ. For producing The Jazz Singer, the pioneer outstanding talking picture, which has revolutionized the industry)».

### Кінофільми, які отримали декілька номінацій
| Кількість номінацій | Фільм                  |
| ------------------- | ---------------------- |
| 5                   | Сьоме небо             |
| 4                   | Схід: Пісня двох людей |
| 2                   | Натовп                 |
| 2                   | Седі Томпсон           |
| 2                   | Крила                  |
| 2                   | Останній наказ         |

### Кінофільми, які отримали декілька нагород
| Кількість нагород | Фільм                  |
| ----------------- | ---------------------- |
| 3                 | Сьоме небо             |
| 3                 | Схід: Пісня двох людей |
| 2                 | Крила                  |

## Галерея
| The theatrical poster of a movie. It focuses on two people. The man is wearing an aviator suit and the woman is wearing a blue jacket and red gloves. |
| «Крила» — перший фільм, що одержав премію Американської кіноакадемії за найкращий фільм. Також він отримав нагороду за найкращі візуальні ефекти      |

| A stamp of an man holding a cigarette. Near him an Academy Award, a woman and some white capital letters are visible. |
| Льюїс Майлстоун, найкращий комедійний режисер                                                                         |

| A photo on greyscale. On it features many people, including two women, and two men. |
| Френк Борзейгі, найкращий режисер у жанрі драма                                     |

| The sepia-toned image of a smiling female. She is wearing a light-colored blouse. |
| Еміль Яннінгс, найкращий актор                                                    |

| The black-and-white portrait of a young man. He is looking forward. He is wearing a black tux and a black bow tie. |
| Джанет Гейнор, найкраща актриса                                                                                    |

| First National Studios, Burbank, c. 1928. On it can be appreciate the first company buildings |
| Джозеф Фарнем, найкращі титри в німій кінострічці                                             |

|                                   |
| Чарлі Чаплін, спеціальна нагорода |

|                                      |
| Warner Brothers, спеціальна нагорода |